# Nox Arcana
Nox Arcana ('Noche Misteriosa', en latín)es un grupo de dark ambient de Estados Unidos, formado en 2003 por Joseph Vargo y William Piotrowski. El grupo se especializa en hacer álbumes basados en conceptos de la literatura clásica de horror o la ficción gótica. Algunos de los autores tratados en sus discos son: H. P. Lovecraft, los hermanos Grimm, Ray Bradbury, y Edgar Allan Poe. Además, algunos de sus discos también tratan temas mitológicos o de leyendas medievales.

## Características musicales
Nox Arcana está influenciada por la música nueva era, música clásica, música ambiental, rock, además de bandas sonoras de películas. También tiene influencias de John Carpenter, Danny Elfman, AC/DC, Wojciech Kilar, Enya, Loreena McKennitt, Beethoven, Jerry Goldsmith, y Hans Zimmer. Sus referencias literarias incluyen a H. P. Lovecraft, Bram Stoker, Los hermanos Grimm, Ray Bradbury, y Edgar Allan Poe.
La música de Nox Arcana es melódica y cambiante. Los instrumentos utilizados varían según el concepto de cada álbum, y por lo general incluye piano, campanas, violín, órgano de tubos, clave, timbales y otros tipos de percusión. Algunos discos también incluyen platillos, laúdes, guitarras acústicas, gaitas y otros instrumentos dependiendo del tema. Suelen utilizar efectos de sonido para, por ejemplo, simular puertas o el péndulo que se menciona en el disco Shadow of the Raven. También aparecen voces, normalmente en la primera canción como explicación del concepto que se trata. En el disco Necronomicon, sin embargo, aparecen más temas similares, para describir a los diferentes dioses y criaturas más importantes de los relatos de H. P. Lovecraft.

## Discografía
- Darklore Manor : Trata acerca de una antigua mansión embrujada de Nueva Inglaterra bajo una maldición traída por el mismo dueño Damon Darklore.
- Necronomicon : Con el nombre del famoso libro mágico mencionado en los relatos de H. P. Lovecraft, resume a las principales historias y seres de los Mitos de Cthulhu. Es el disco que más fama ha dado internacionalmente al grupo.
- Winter's Knight : Considerado el disco mejor realizado del grupo, narra la historia del misterioso protagonista que da nombre al álbum entremezclada con músicas melancólicas y canciones medievales. Es el disco que más premios ganó en Estados Unidos. Incluye versiones de famosos villancicos navideños como "Carol of the Bells" y "God Rest you Merry Gentlemen"
- Transylvania : Adaptación musical de Drácula, la famosa novela de Bram Stoker.
- Carnival of Lost Souls : La historia de un antiguo carnaval que aparece cada siglo, revelando los verdaderos rostros de las siniestras creaturas que en él habitan. Basado en la novela " La feria de las tinieblas " de Ray Bradbury.
- Blood of Angels : Narra la historia de los ángeles que tuvieron descendencia con humanas, del libro de Enoch.
- Blood of the Dragon : Trata la mitología medieval europea, principalmente germánica pero también con temas orientales y celtas.
- Shadow of the Raven : Basado en las obras icónicas del maestro del género gótico, Edgar Allan Poe.
- Grimm Tales : Siniestra y variada adaptación de los relatos de estos dos autores alemanes del Romanticismo.
- Phantoms of the High Seas : Acerca de relatos de marineros y piratas. También se narra la historia del "Tempest", un barco que salió a la mar, encontrándose con una terrible tormenta que lo destruyó por completo y quedando condenado a navegar por siempre entre la niebla.
- Blackthorn Asylum : La historia de un manicomio abandonado donde se dirigían terribles experimentos con los pacientes en busca de la esencia del mal. Basado en una historia de H.P. Lovecraft.
- Zombie Influx : Colaboración de Nox Arcana con Buzz-Works, que narra la historia de una invasión de muertos vivientes, si bien este tema se aleja un poco de lo ``ortodoxo´´ dentro del movimiento gótico.
- Winter's Eve : La historia de la reina del invierno que llega al bosque cada año para hechizarlo y traer la primera nevada a la tierra.
- Theater of Illusion : El legendario escenario de magia más allá de los sueños y las pesadillas, trucos realizados por magos fantasmales y actos inimaginables esperan detrás de la cortina de sombras.

- House of Nightmares
- The Dark Tower
- Winters Majesty
- Legion of Shadows
- Crimson Winter: Original Motion Picture Soundtrack
- Ebonshire
- Ebonshire - Volume 2
- Gothic
- Ebonshire - Volume 3
- Ebonshire - Volume 4